# Marjiwka (rejon wozniesieński)
Marjiwka (ukr. Мар'ївка) – wieś na Ukrainie, w obwodzie mikołajowskim, w rejonie wozniesieńskim, w hromadzie Prybużżia. W 2001 liczyła 349 mieszkańców, spośród których 307 wskazało jako ojczysty język ukraiński, 38 rosyjski, a 4 mołdawski.